# تپه سیدلر ۱
تپه سیدلر ۱ مربوط به دوره اشکانیان و دوره ساسانیان است و در شهرستان میانه، بخش ترکمن چای، دهستان اوچ تپه غربی، ۵۰۰ متری غرب روستای سیدلر واقع شده و این اثر در تاریخ ۲۷ آبان ۱۳۸۶ با شمارهٔ ثبت ۲۰۲۰۰ به‌عنوان یکی از آثار ملی ایران به ثبت رسیده است.